# 先进材料科学与技术
《先进材料科学与技术》 （英語：Science and Technology of Advanced Materials，通常简称为 STAM）是一部材料科学的国际开放获取期刊。2014年3月之后，STAM的文章以Creative Commons CC-BY许可证发布，而以前的内容受版权保护或在非商业CC-BY-NC-SA协议下发布。